# Herrliche Zeiten im Spessart
Série
Quand les fantômes s'amusent
(1960)
Pour plus de détails, voir Fiche technique et Distribution.
Herrliche Zeiten im Spessart (en français, Les Temps merveilleux du Spessart) est un film allemand réalisé par Kurt Hoffmann, sorti en 1967.
L'intrigue est liée à un sens large aux films précédents L'Auberge du Spessart et Quand les fantômes s'amusent.

## Synopsis
Anneliese, une descendante de la comtesse Franziska, est la fille d'un hôtelier dans le Spessart. La jeune femme prépare son mariage avec son fiancé Frank, un officier américain d'origine allemande. Mais il retourne soudainement aux États-Unis en raison d'une affaire d'espionnage. Le mariage est menacé.
Les voleurs de l'auberge du Spessart, devenus des fantômes, qui tournent autour de la Terre dans une capsule spatiale depuis cinq ans parce qu'une tuyère est coincée, découvrent qu'ils peuvent la réparer. Ils atterrissent sur le toit de l'hôtel et rencontrent Anneliese. Ils veulent se rendre utiles et lui proposent d'aller en Amérique dans leur capsule. Cependant ils ne savent pas la piloter et voyagent dans le temps, ils passent par différentes époques du passé et de l'avenir. Ils débarquent d'abord dans le passé, aux temps des Germains, des Minnesänger et de la guerre de Trente Ans. À chaque fois, Anni rencontre le sosie de son fiancé mais chaque fois elle le perd, car il est militaire.
Plus tard, dans le futur, alors que les voyageurs cherchent un spécialiste des fusées pour réparer la tuyère, ils voient deux personnes âgées. Ce sont Anni et Frank qui sont toujours ensemble et ont eu trois fils. Lors d'un voyage de découverte de la capsule, le temps s'inverse, Frank rajeunit très vite ; après être devenu enfant, il revient à l'âge d'un jeune adulte. Mais il est devenu amnésique, il ne sait pas qu'il s'est marié. Les fantômes parviennent à remettre les choses dans l'ordre et sont délivrés.

## Fiche technique
- Titre original : Herrliche Zeiten im Spessart
- Réalisation : Kurt Hoffmann
- Scénario : Günter Neumann (de)
- Musique : Franz Grothe, Oskar Sala (de)
- Direction artistique : Isabella Schlichting, Werner Schlichting
- Photographie : Richard Angst
- Montage : Gisela Haller (de)
- Production : Heinz Angermeyer (de)
- Sociétés de production : Independent Film
- Société de distribution : Constantin Film
- Pays d'origine :  Allemagne de l'Ouest
- Langue : allemand
- Format : Couleurs - 1,66:1 - Mono - 35 mm
- Genre : Comédie et science-fiction
- Durée : 105 minutes
- Dates de sortie :
  - Allemagne de l'Ouest : 21 septembre 1967

## Distribution
- Liselotte Pulver : Anneliese
- Harald Leipnitz : Frank Green / Martin / Archibald von der Vogelwies / Willi Green
- Hubert von Meyerinck : Le général Teckel / Le chef germain / Le général impérial / Le chevalier / Le représentant de la paix
- Willy Millowitsch (en) : Le consul Mümmelmann
- Hannelore Elsner : Johanna
- Vivi Bach : Rosalinde
- Tatjana Sais : Mme Mümmelmann
- Hans Richter : Toni
- Joachim Teege : Hugo
- Rudolf Rhomberg (en) : Oncle Max
- Kathrin Ackermann : Katrin
- Klaus Schwarzkopf : Roland
- Gila von Weitershausen : Gundel
- Peter Capell : Le maire
- Paul Esser : Le moine